# Joseph Vandaele
Joseph Vandaele (* 16. Dezember 1889 in Wattrelos; † 14. Februar 1948 in Amiens) war ein belgischer Radrennfahrer.
1910 belegte Joseph Vandaele den zweiten Platz der Belgien-Rundfahrt der Amateure. 1911 gewann er diese Rundfahrt in der Klasse der Unabhängigen, anschließend wurde er Profi und gewann noch im selben Jahr Lüttich–Bastogne–Lüttich. 1913 wurde er Belgischer Meister im Straßenrennen und belegte bei der Belgien-Rundfahrt Platz zwei. Ebenfalls 1913 wurde er Neunter in der Gesamtwertung der Tour de France. 1914 wurde er Belgischer Vize-Meister im Straßenrennen. Anschließend unterbrach der Erste Weltkrieg seine Profikarriere, die er 1919 wieder aufnahm.
1919 belegte Vandaele den achten Platz der Tour de France und wurde ein weiteres Mal Belgischer Vizemeister. Im Jahr darauf wurde er bei der Tour de France 1920 Zehnter. 1926 beendete er seine Rennfahrerkarriere. Später eröffnete er ein Fahr- und Motorradgeschäft im französischen Albert.
Joseph Vandaele war ein wahrer Grenzgänger: Geboren in Frankreich, aufgewachsen in der Wallonie, wenige Kilometer von der Grenze zu Frankreich entfernt, und von flämischer Herkunft, lebte er später wieder in Frankreich. Er kam aus ärmlichen Verhältnissen; für ihn bedeutete der Profi-Radsport wie so vielen anderen jungen belgischen Männern seiner Generation eine echte Chance, sozial und finanziell aufzusteigen.